# Gilles Renne
Gilles Renne est un guitariste et compositeur français de jazz et fusion né à Arles le 21 octobre 1954.

## Biographie
Gilles a grandi dans une famille où l'art et la culture tiennent une place importante son père est le peintre Guy Renne, sa mère Thérèse Renne enseigne les lettres anciennes et a publié à propos de l'œuvre de son mari, son frère cadet est le batteur de jazz Olivier Renne,. Au début des années soixante-dix, à l'écoute du blues et du rock, il commence la guitare en autodidacte puis obtient son admission au Guitar Institute of Technology de Los Angeles (Musicians Institute) dont il sort diplômé en 1980. En 1984, il remporte le premier prix de guitare au concours national de jazz de Paris, La Défense.

## Parcours
Gilles Renne rencontre le saxophoniste Philippe Sellam avec qui il fonde successivement le quatuor de jazz "Sellam-Renne Quartet" en 1986, puis en 1992 le "African Project", groupe issu de multiples rencontres musicales lors de tournées en Afrique noire. Ce groupe qui mêle Jazz et musique traditionnelle africaine comprendra notamment le balafoniste Aly Keïta, Linley Marthe (basse), Thierry Arpino (batterie). Au début des années 90, il sera le guitariste du Bex'tet le groupe de l'organiste Emmanuel Bex et fera également partie du Big Band "Quoi de neuf docteur" ,.
En 1999, il fonde avec l'organiste Philippe Petit le quartet "Myster Hyde", puis "Jazz Runners", quintet dont une tournée en 2012 au Venezuela  donnera lieu au film long métrage "Venez jouer là",. 
En 2006, avec Philippe Sellam, il crée "No Spirit", un quartet Jazz-groove, comprenant Fred Dupont (orgue Hammond) et Christophe Bras (batterie).
En 2017, le projet en trio "Hammond Legend" de l'organiste Stefan Patry, lui permet d'élaborer à son côté et celui du batteur Thomas Derouineau, une relecture personnalisée des grands hits des années soixante et soixante-dix, illustrée par une série d'albums.
En tant que sideman ou en tant qu'invité, Gilles Renne a eu l'occasion de jouer  avec des artistes comme Rhoda Scott, Manu Di Bango, Andy Emler, Souad Massi, Linley Marthe, Dominique Di Piazza, Hadrien Ferraud, Emmanuel Bex, Jean-Philippe Fanfan, Stéphane Huchard, Jean-Pierre Como, etc.
En plus de ses activités de musicien, Gilles Renne anime de nombreux ateliers et master-classes à travers le monde et a publié des méthodes sur  l'improvisation à la guitare

## Discographie sélective
Gilles Renne a sorti ou a participé à plus d'une trentaine d'albums dont voici les principaux :

### Comme leader ou co-leader
- Sellam-Renne Quartet, Rendez-vous, 1990.
- Sellam-Renne Quartet, Vent d'Est, 1992.
- Sellam-Renne / African Project , Afrique (Live / tournée dans 7 pays d'Afrique centrale), 1993

- Sellam-Renne / African Project, Embrasse moi (Gabon), 1995
- Sellam-Renne / African Project, Traditional Odyssey avec le bassiste Lynley Marthe (Océan Indien), 1996
- Sellam-Renne / African Project, Abidjan (Côte d'Ivoire & Burkina Fasso), 1998
- Mister Hyde Quartet, Mister Hyde, 1999
- Sellam-Renne / African Project, Live à Saint-Louis Sénégal, 2000
- Mister Hyde Quartet, Back to the beat, 2002
- Gilles Renne & Mister Hyde Quartet, Ultime atome Live, 2005
- Sellam-Renne / African Project, Sortilége Live Paris, 2006
- Sellam- Renne / No Spirit, No Spirit (CD Live Paris + DVD Live in Séoul), 2008
- Sellam- Renne / No Spirit, Give me 5 , 2011
- Jazz Runners "Funky ways" Live Paris, 2016
- Hammond Legend " Black magic woman " , 2018
- Hammond Legend " Sittin' on the dock of the B3 " , 2020
- Hammond Legend " Europa Live " , 2024

### Comme sideman

#### Quoi de neuf docteur (Big band)
- Le retour , 1991.
- En attendant la pluie, 1993.

#### Avec l'organiste Emmanuel Bex
- Enfance, Bextet, 1991
- Harlem nocturne, Jean- Michel Proust, 1996

#### Avec l'organiste Stefan Patry
- Organic Jungle, 1998
- Live au Duc des Lombards , 2002
- Singer, 2012

#### Avec d'autres musiciens
- Rialzu (Rigiru 1978 / Réédition CD 2008 / Réédition vinyle 2022 )
- Tribute to the mother of groove (Philippe Combelle octet 2004)
- Obrigado, René Sopa quintet, 2011

- Rose & Blues , Rose quartet, 2017

## Films et DVD
- DVD Live in Séoul (No Spirit - 2008).
- DVD African Project (Sellam-Renne - 2009).
- Film Venez jouer là (Jazz Runners - 2012).